# Música Popular Brasileira
Música Popular Brasileira (kurz MPB) nennt man heute die Popmusik aus Brasilien, wobei Pop tatsächlich mit populär gleichgesetzt werden kann. Die Verbindung zur traditionellen brasilianischen Musik ist dabei ein wichtiges Definitionsmerkmal, wenngleich in verschiedenen Strömungen auch ausländische Stile wie z. B. Rock oder Reggae integriert werden. MPB ist für die Brasilianer „nossa música“, „unsere Musik“, und eng mit dem kulturellen und nationalen Selbstverständnis verbunden. Música Popular Brasileira wird quer durch alle Alters- und Sozialschichten gehört.
Zu bemerken ist dabei auch, dass in Brasilien die in westlichen Kulturen übliche Trennung zwischen Unterhaltungs- und ernster Musik (Música Erudita Brasileira) weniger stark ausgeprägt ist.
Der Begriff der „Música Popular Brasileira“ kam in den 1960er-Jahren auf, kurz nachdem die Bossa Nova entstand, welche eine eher intellektuelle, studentisch geprägte Musiker- und Hörerszene verband.
Heute ist die Música Popular Brasileira ungeheuer reich an Stilen und der Begriff wird stetig weiter ausgedehnt, indem etablierte Künstler der MPB neue, nur regional bekannte Einflüsse und Stile in ihr Repertoire aufnehmen und diese brasilien- und zum Teil auch weltweit bekannt machen.
Im Gegensatz zu den nur regional bekannten Musikstilen werden die Künstler der Música Popular Brasileira weltweit von großen internationalen Musiklabels vermarktet. Doch auch dies ändert sich im Rahmen der sogenannten „Weltmusik“-Welle: Selbst regionale Stile wie Forró finden inzwischen auch in Europa und Nordamerika eine Hörerschaft.
Die MPB wird auch in Deutschland von etlichen Chören gepflegt, so z. B. vom brasilianischen Chor Cantares in München, vom Chor Encanto in Stuttgart, vom Chor Canta Brasil in Frankfurt, vom Chor Vozes do Brasil in Köln, vom Chor Cor em Canto in Bremen  und dem Frauenchor Cantadoras in Berlin.

## Künstler der Música Popular Brasileira (Auswahl)
- Adriana Calcanhotto (* 1965), Sängerin
- Alcione (Nazareth) (* 1947), Sängerin und Komponistin
- Alegre Corrêa (* 1960), Komponist, Jazzgitarrist, -perkussionist und -sänger
- Arnaldo Antunes (* 1960), Schriftsteller und Musiker
- Ary Barroso (1903–1964), Jurist, Sportreporter, Komponist und Sänger
- Astrud Gilberto (1940–2023), Sängerin
- Baden Powell (1937–2000), Gitarrist
- Caetano Veloso (* 1942), Sänger, Komponist und Liedermacher
- Carlinhos Brown (* 1962), Musiker und Songwriter
- Carlos Lyra (1933–2023), Sänger, Gitarrist und Komponist
- Céu (* 1980), Sängerin und Songwriterin
- Chico Buarque (* 1944), Musiker, Schriftsteller und Dramatiker
- Chico César (* 1964), Sänger, Komponist, Gitarrist und Schriftsteller
- Chico Science e Nação Zumbi (1966–1997), Musiker
- Clara Nunes (1943–1983), Sängerin
- Daniela Mercury (* 1965), Sängerin
- Daúde (* 1961), Sängerin, Schauspielerin und Fotomodell
- Djavan (* 1949), Komponist, Gitarrist und Sänger
- Dorival Caymmi (1914–2008), Musiker; Dori Caymmi (* 1943), Sänger, Gitarrist, Songwriter; Danilo Caymmi
- Ed Motta (* 1971), afrobrasilianischer Jazz-, Funk und Soul- sowie Bluessänger und Songwriter
- Edu Lobo (* 1943), Sänger, Arrangeur und Komponist
- Egberto Gismonti (* 1947), Musiker
- Elba Ramalho (* 1951), Sängerin und Songwriterin
- Elis Regina (1945–1982), Sängerin
- Raimundo Fagner (* 1949), Sänger, Komponist, Produzent und Schauspieler
- Gal Costa (1945–2022), Sängerin
- Geraldo Vandré (* 1935), Sänger, Gitarrist und Komponist
- Gilberto Gil (* 1942), Musiker und Politiker
- Hermeto Pascoal (* 1936), Multiinstrumentalist
- Itamar Assumpção (1949–2003), Sänger, Komponist, Arrangeur und Schauspieler
- Ivan Lins (* 1945), Komponist, Pianist und Sänger
- Ivete Sangalo (* 1972), Axé-Sängerin und -Komponistin
- Ivon Curi (1928–1995), Sänger, Komponist und Schauspieler
- João Bosco (* 1946), Komponist, Sänger und Gitarrist
- João Donato (1934–2023), Pianist, Sänger und Komponist
- João Gilberto (1931–2019), Gitarrist, Sänger und Komponist
- Johnny Alf (1929–2010), Musiker
- Jorge Ben (Jor) (* 1945), Sänger
- Joyce (Joyce Silveira Moreno) (* 1948), Sängerin
- Lenine (* 1959), Musiker und Songwriter
- Kay Lyra (* 1971), Sängerin, Gitarristin und Songwriterin
- Legião Urbana, Rockband
- Lucas Santtana (* 1970), Komponist, Sänger und Gitarrist
- Luiz Bonfá (1922–2001), Komponist, Sänger und Gitarrist
- Luiz Caldas (* 1963), Sänger und Komponist
- Luiz Gonzaga (1912–1989), Sänger, Akkordeonspieler und Komponist
- Marcos Valle (* 1943), Komponist, Sänger, Gitarrist und Pianist
- Margareth Menezes (* 1962), Sängerin
- Maria Bethânia (* 1946), Sängerin, Komponistin und Liedermacherin
- Maria Gadú (* 1986), Sängerin, Komponistin und Gitarrenspielerin
- Marisa Monte (* 1967), Sängerin
- Milton Nascimento (* 1942), Musiker
- Nana Caymmi (1941–2025), Sängerin
- Nenê (* 1947), Musiker und Musikpädagoge
- Ney Matogrosso (* 1941), Sänger
- Os Mutantes, Rockband
- Paulinho da Viola (* 1942), Musiker, Sänger und Komponist
- Raul Seixas (1945–1989), Musiker
- Riachão (1921–2020), Samba-Musiker und -Komponist
- Rita Lee (1947–2023), Sängerin, Komponistin und Instrumentalistin
- Roberto Carlos (* 1941), Sänger
- Roberto Menescal (* 1937), Musiker
- Rosa Passos (* 1952), Sängerin und Gitarristin
- Sérgio Mendes (1941–2024), Pianist, Komponist und Arrangeur
- Seu Jorge (* 1970), Musiker und Schauspieler
- Tim Maia (1942–1998), Soul- und Funkmusiker
- Tom Jobim (1927–1994), Sänger, Pianist, Gitarrist und Komponist
- Tom Zé (* 1936), Komponist, Sänger, Arrangeur und Multiinstrumentalist
- Toquinho (* 1946), Sänger, Gitarrist und Komponist
- Vanessa da Mata (* 1976), Sängerin und Komponistin
- Vinícius de Moraes (1913–1980), Dichter, Denker, Diplomat und Sänger
- Wagner Tiso (* 1945), Jazzmusiker und Filmkomponist
- Wilson das Neves (1936–2017), Musiker
- Wilson Simonal (1938–2000), Sänger
- Zé Ramalho (* 1949), Singer-Songwriter